# مارشزی
مارشزی (به فرانسوی: Marcheseuil) یک کمون در فرانسه با جمعیت ۱۶۰ نفر است که در Canton of Liernais واقع شده‌است.